# Seleção de Futebol da República Popular de Donetsk
A Seleção de Futebol da República Popular de Donetsk é a equipe que representa a República Popular de Donetsk, na Ucrânia. Não são afiliados à FIFA nem à UEFA, e portanto, não podem disputar a Copa do Mundo nem a Eurocopa. No entanto, é membro da ConIFA.

## História
A União de Futebol da República Popular de Donetsk foi fundada em julho de 2015, tendo como presidente Igor Petrov (ex-jogador de Shakhtar e Metallurh). O primeiro jogo da seleção foi realizado 2 meses antes, quando perdeu por 1 a 0 para a Abecásia.
Sua maior vitória foi um 4 a 1 sobre a seleção da também autoproclamada República Popular de Lugansk (4 a 1), e a maior derrota foi também para o mesmo rival (3 a 1).
Na Copa do Mundo ConIFA, a República Popular de Donetsk disputou as eliminatórias para a edição de 2018, porém não conseguiram a vaga. Sascha Düerkop, secretário geral da entidade, chegou a dizer que "não concordava politicamente com o país autoproclamado, comparando-o de forma negativa com os chagosianos - mas que "esse não era o objetivo" e eles estavam liberados a jogar o torneio. Tais afirmações geraram críticas por um possível apoio ao movimento separatista .
Esteve selecionada para jogar a Copa Europeia ConIFA de 2019, mas desistiu da competição.

## Links
- Abkhazia v. Donetsk PR, 2015 no YouTube